# ATP Challenger Manchester
Das ATP Challenger Manchester (offizieller Name: AEGON Manchester Trophy) war ein Tennisturnier in Manchester, das zunächst von 1995 bis 2009 ausgetragen wurde. Es folgte auf das Turnier in Manchester, das zur ATP Tour gehörte. An derselben Stelle, aber unter anderer Lizenz wurde 2015 und 2016 erneut ein Turnier als Teil der ATP Challenger Tour im Freien auf Rasen ausgetragen. 1989 fand einmal schon ein Challenger in Manchester statt, bevor das Turnier Teil der ATP Tour wurde. Chris Wilkinson mit zwei Titeln im Einzel sowie Joshua Goodall und Jonathan Marray sind mit je zwei Titeln im Doppel Rekordsieger des Turniers.

## Liste der Sieger

### Einzel
| Jahr                        | Sieger                 | Finalgegner         | Ergebnis       |
| --------------------------- | ---------------------- | ------------------- | -------------- |
| 2016                        | Dustin Brown           | Lu Yen-hsun         | 7:65, 6:1      |
| 2015                        | Sam Groth              | Luke Saville        | 7:5, 6:1       |
| 2010–2014: keine Austragung |                        |                     |                |
| 2009                        | Olivier Rochus         | Igor Sijsling       | 6:3, 4:6, 6:2  |
| 2008                        | Björn Rehnquist        | Richard Bloomfield  | 7:68, 0:6, 6:3 |
| 2007                        | Harel Levy             | Travis Rettenmaier  | 6:2, 6:4       |
| 2006                        | Harsh Mankad           | Joshua Goodall      | 7:61, 7:64     |
| 2005                        | Daniele Bracciali      | Igor Zelenay        | 6:4, 6:4       |
| 2004                        | Alex Bogdanovic        | Michal Mertiňák     | 6:1, 6:3       |
| 2003                        | Nicolas Mahut          | Gilles Elseneer     | 6:3, 7:65      |
| 2002                        | Uladsimir Waltschkou   | Karol Beck          | 6:4, 7:62      |
| 2001                        | Jean-François Bachelot | Jamie Delgado       | 6:4, 6:4       |
| 2000                        | Mosé Navarra           | Martin Lee          | 6:4, 6:3       |
| 1999                        | Igor Gaudi             | Neville Godwin      | 7:6, 6:2       |
| 1998                        | Chris Wilkinson (2)    | Stefano Pescosolido | 6:3, 6:4       |
| 1997                        | Óscar Burrieza López   | Stefano Pescosolido | 7:6, 2:6, 6:1  |
| 1996                        | Ben Ellwood            | Fernon Wibier       | 6:4, 6:4       |
| 1995                        | Chris Wilkinson (1)    | Christian Saceanu   | 6:4, 6:4       |

### Doppel
| Jahr                        | Sieger                                 | Finalgegner                          | Ergebnis          |
| --------------------------- | -------------------------------------- | ------------------------------------ | ----------------- |
| 2016                        | Purav Raja Divij Sharan                | Ken Skupski Neal Skupski             | 6:3, 3:6, [11:9]  |
| 2015                        | Chris Guccione André Sá                | Raven Klaasen Rajeev Ram             | kampflos          |
| 2010–2014: keine Austragung |                                        |                                      |                   |
| 2009                        | Joshua Goodall (2) Jonathan Marray (2) | Colin Fleming Ken Skupski            | 6:71, 6:3, [11:9] |
| 2008                        | Adam Feeney Robert Smeets              | Harsh Mankad Ashutosh Singh          | 6:3, 6:75, [10:6] |
| 2007                        | Rohan Bopanna Aisam-ul-Haq Qureshi     | Jesse Huta Galung Michael Ryderstedt | 4:6, 6:3, [10:5]  |
| 2006                        | Joshua Goodall (1) Ross Hutchins       | Chris Guccione Thomas Oger           | 3:6, 7:5, [10:5]  |
| 2005                        | Mark Hilton Jonathan Marray (1)        | James Auckland Daniel Kiernan        | 6:3, 6:2          |
| 2004                        | Jean-François Bachelot Nicolas Mahut   | Aisam-ul-Haq Qureshi Lovro Zovko     | 6:2, 6:4          |
| 2003                        | Martin Lee Arvind Parmar               | Daniel Kiernan David Sherwood        | 6:3, 2:6, 6:2     |
| 2002                        | Karol Beck Aisam-ul-Haq Qureshi        | John Hui Anthony Ross                | 6:3, 7:62         |
| 2001                        | Ben Ellwood Fredrik Loven              | Wesley Moodie Shaun Rudman           | 4:6, 7:5, 6:4     |
| 2000                        | Dejan Petrović Andy Ram                | Yves Allegro Ivo Heuberger           | 6:2, 7:61         |
| 1999                        | Jeff Coetzee Neville Godwin            | Jamie Delgado Martin Lee             | 6:4, 6:2          |
| 1998                        | Mosé Navarra Stefano Pescosolido       | Wayne Arthurs Ben Ellwood            | 6:1, 6:7, 7:6     |
| 1997                        | Mark Petchey (2) Danny Sapsford        | Noam Behr Filippo Veglio             | 6:3, 6:7, 7:6     |
| 1996                        | Maks Mirny Lior Mor                    | Dick Norman Fernon Wibier            | 7:5, 7:6          |
| 1995                        | Tim Henman Mark Petchey (1)            | Massimo Bertolini Diego Nargiso      | 6:3, 6:4          |